# 21900 Orus
21900 Orus è un asteroide troiano di Giove del campo greco. Scoperto nel 1999, presenta un'orbita caratterizzata da un semiasse maggiore pari a 5,1271881 au e da un'eccentricità di 0,0356305, inclinata di 8,46841° rispetto all'eclittica.
L'asteroide è dedicato a Oro, guerriero acheo ucciso da Ettore.

## Missione Lucy
L'asteroide è uno degli otto che la missione spaziale Lucy partita nel 2021 sorvolerà per studiarne la geologia di superficie, albedo, la forma, la distribuzione spaziale dei crateri ed altri parametri, oltre alla composizione dei materiali di superficie e la composizione del sottosuolo. 21900 Orus sarà raggiunto nel novembre 2028.